# Recebo (ganadería)
El recebo es la práctica por la que los animales criados por métodos extensivos, es decir sueltos en el campo donde comen aquello que pastan, son alimentados de forma intensiva, dentro de instalaciones cerradas durante un tiempo antes de su sacrificio para cebar los animales y aumentar el rendimiento cárnico de las piezas.
El recebo puede realizarse con piensos compuestos o con la misma materia que los animales pastaban en la naturaleza, sólo que ahora se da al animal en mayor cantidad y sin necesidad de que se mueva para obtenerla, puesto que el ganadero la recolecta, agrupa y pone a disposición del ganado. 
Por extensión, igual que se habla de la práctica del recebado o recebo, se denomina a los animales como "de recebo": un cerdo ibérico de recebo; e incluso a los productos obtenidos: un jamón ibérico de recebo.